# 五一村 (斯涅日诺耶市议会)
五一村（烏克蘭語：Первомайське）是烏克蘭東部頓涅茨克州霍尔利夫卡区斯尼日內市鎮内的鎮。距離頓涅茨克83公里，海拔高度234米，2011年該市級鎮人口542。自2014年被俄羅斯入侵後一直被非法占領，按俄行政規劃是頓內茨克人民共和國斯尼日內市議會的市級鎮。